# Село имени Ленина (Баткенская область)
Имени Ленина (кирг. Ленин) — село в Лейлекском районе Баткенской области Кыргызстана. Входит в состав Кулундинского айылного аймака.

## География
Село расположено в западной части области, вблизи государственной границы с Таджикистаном, на расстоянии приблизительно 28 километров (по прямой) к северо-северо-востоку от города Раззакова, административного центра района. Абсолютная высота — 585 метров над уровнем моря.

## Население
Согласно оценочным данным Национального статистического комитета Кыргызской Республики, численность населения села на начало 2023 года составляла 4435 человек.
| год     | 2009 | 2014 | 2015 | 2020 | 2021 | 2023 |
| ------- | ---- | ---- | ---- | ---- | ---- | ---- |
| человек | 3654 | 3750 | 4041 | 4380 | 4447 | 4435 |